# John R. Fellows

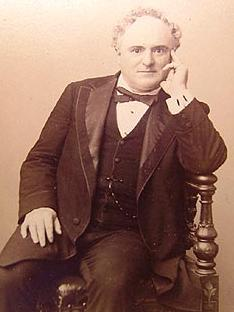
John R. Fellows

John R. Fellows (* 29. Juli 1832 in Troy, New York; † 7. Dezember 1896 in New York City) war ein US-amerikanischer Offizier, Jurist und Politiker. Zwischen 1891 und 1893 vertrat er den Bundesstaat New York im US-Repräsentantenhaus.

## Werdegang
John R. Fellows wurde in Troy (Rensselaer County) geboren. Die Familie Fellows zog dann nach Saratoga County und ließ sich bei Mechanicville nieder. In der folgenden Zeit besuchte er dort die Dorfschulen. 1850 zog er nach Camden (Arkansas). Er studierte Jura. Seine Zulassung als Anwalt erhielt er 1855 und begann dann in Camden zu praktizieren.
Bei der Präsidentschaftswahl des Jahres 1860 trat er für die Constitutional Union Party als Wahlmann (presidential elector) für John Bell und Edward Everett auf. Die Republikaner Abraham Lincoln und Hannibal Hamlin gingen damals als Sieger aus dem Rennen. Fellows nahm 1861 als Delegierter an der State Secession Convention teil und 1868 an der Democratic National Convention.
Er verpflichtete sich während des Bürgerkrieges im ersten Arkansas Regiment der Konföderiertenarmee. Nach der Schlacht von Shiloh wurde er zum Colonel befördert und dem Stab von Brigadegeneral William Beall als Assistant Adjutant zugewiesen. Im Sommer 1863 war er Inspector General in der konföderierten Festung Port Hudson (Louisiana). Fellows diente dort während der Belagerung in der Besatzung. Er war einer von drei Kommissaren, die am 9. Juli 1863 die Übergabe von Port Hudson an Generalmajor Nathaniel Prentiss Banks arrangierten. Er geriet dann in die Gefangenschaft unter Brigadegeneral Alexander Shaler und verblieb es bis zum 10. Juni 1865.
Nach dem Ende des Krieges nahm er in Camden seine Tätigkeit als Anwalt wieder auf. Er saß in den Jahren 1866 und 1867 im Senat von New York. 1868 zog er nach New York City, wo er erneut als Anwalt tätig war. Zwischen 1869 und 1872 sowie zwischen 1885 und 1887 war er stellvertretender Bezirksstaatsanwalt. Dann wurde er zum Bezirksstaatsanwalt gewählt – eine Stellung, die er zwischen 1888 und 1890 innehatte.
Bei den Kongresswahlen des Jahres 1890 wurde er als Demokrat im sechsten Wahlbezirk von New York in das US-Repräsentantenhaus in Washington, D.C. gewählt, wo er am 4. März 1891 die Nachfolge von Charles H. Turner antrat. Im Jahr 1892 wurde er im 14. Wahlbezirk von New York in das US-Repräsentantenhaus gewählt, wo er am 4. März 1893 die Nachfolge von William Griggs Stahlnecker antrat. Fellows verkündete allerdings am 31. Dezember 1893 seinen Rücktritt.
Danach war er vom 1. Januar 1894 wieder als Bezirksstaatsanwalt in New York City tätig – eine Stellung, die er bis zu seinem Tod am 7. Dezember 1896 innehatte. Er starb an den Folgen eines Magenkarzinoms. Sein Leichnam wurde auf dem Trinity Church Cemetery beigesetzt.

## Brief
- Fac Similes of John R. Fellows’s Letters to Tweed, The New York Times, 5. Februar 1887[2]